# میخایلوفکا (شهرستان مازانوفسکی، استان آمور)
میخایلوفکا (به لاتین: Mikhaylovka) یک منطقهٔ مسکونی در روسیه است که در استان آمور واقع شده‌است.